# Pheremmelias
Pheremmelias (altgriechisch Φερεµµελίας Pheremmelías, deutsch ‚Eschenspeerträger‘) ist eine Person der griechischen Mythologie.
Nach einem Scholion zu Homers Odyssee ist er der Sohn des Ikarios und der Asterodeia, seine Geschwister sind Amasichos, Phalereus, Thoon, Perilaos, Mede und Penelope, die spätere Gattin des Odysseus.